# Plectris obsoleta
Plectris obsoleta är en skalbaggsart som beskrevs av Blanchard 1850. Plectris obsoleta ingår i släktet Plectris och familjen Melolonthidae. Inga underarter finns listade i Catalogue of Life.